# Flughafen Bokaro

i8
i11
i13
Der ca. 218 m hoch gelegene Flugplatz Bokaro (ICAO-Code: VEBK) ist ein Flugplatz ca. 4 km südlich der Stahlstadt Bokaro Steel City im nordostindischen Bundesstaat Jharkhand. Der Flugplatz diente seit den 1960er Jahren ausschließlich als firmeneigener Flugplatz für den Stahlkonzern SAIL (Steel Authority of India Ltd).

## Geschichte
Der Zivilflughafen Bokaro wurde bereits im Jahr 2012 eröffnet, doch schon bald zeigten sich falsche Bedarfsplanungen sowie Schäden an der Start- und Landebahn, woraufhin der Flugbetrieb vorübergehend eingestellt wurde. Er wurde im Januar 2024 neu eröffnet.